# Broholmer
Broholmer är en hundras från Danmark. Den är en molosserhund som påminner om en något lättare mastiff.

## Historia
Ursprunget anses också gå tillbaka till mastiffer som de danska kungarna Fredrik II (1534–1588) och Kristian IV (1577–1648) fick i gåva av de engelska och skotska kungahusen. En av dessa hundar finns avbildad tillsammans med Fredrik II:s småväxte hundförare på en målning som finns på slottet Ledreborg på Själland. En annan broholmare, Tyrk som tillhörde Fredrik VII (1808–1863) finns uppstoppad på Zoologisk Museum i Köpenhamn.
Den gamle danske hund var under flera hundra år populär på slott och större gods, men under 1800-talet hade de blivit ovanligare. Omkring 1850 började hovjägmästaren och greven Frederik Sehested (1813–1882) på godset Broholm på Fyn samla in de exemplar som fanns kvar. Han genomförde ett målmedvetet avelsprogram som blev framgångsrikt, ca 200 hundar såldes till utvalda danskar och svenskar. 1885 nedtecknade Sehested en rasstandard, 1887 fick rasen officiellt namnet broholmer. Vid sekelskiftet var rasen spridd över Danmark och Sverige. Efter första världskriget avtog intresset, bland annat till följd av att de stora hundarna var dyra i drift, och efter andra världskriget ansågs rasen utdöd.
I början av 1970-talet vaknade intresset till liv på nytt. 1974 startade Dansk Kennel Klub (DKK) ett restaureringsprogram för att få fram en typ efter Sehesteds beskrivning. Ett tiotal broholmerliknande hundar utan stamtavla kunde hittas. För att minska inavelsgraden övervägde man att korsa in en nära besläktad molosserhund och en blandrashund (mastiff / mastin español) lär ha lämnat bidrag.[källa behövs] 1982 blev rasen erkänd av den Fédération Cynologique Internationale (FCI). Till att börja med rådde exportförbud, men sedan tidigt 2000-tal finns broholmern i Sverige.

## Egenskaper
Till temperamentet är broholmern en lugn och godmodig hund, men med tydlig vaktinstinkt.

## Utseende
De vanligaste färgerna är gul eller gulröd med svart mask, men det finns även ett fåtal svarta hundar. Ögonfärgen ska vara ljust till mörkt bärnstensfärgad.